# Charles Kazlauskas
Pour les articles homonymes, voir Kazlauskas.
Charles Kazlauskas est un footballeur américain né le 12 novembre 1982 à Milwaukee.

## Palmarès
Vierge